# Heckler & Koch PSG1
Heckler & Koch PSG1 (v nemščini Präzisions-Scharfschützen-Gewehr; slovenščina natančna ostrostrelna puška) je vojaško - policijska ostrostrelna puška nemškega koncerna Heckler & Koch. Razvita je bila iz bojne puške HK G3.

## Zasnova
Puška naj bi nastala po incidentu na olimpijskih igrah v Münchnu, leta 1972, ko nemška policija ni mogla preprečiti poboja izraelskih športnikov. Podjetje Heckler & Koch je zato dobilo nalogo, da skonstruira polavtomatsko ostrostrelno puško za policijsko in vojaško uporabo, ki bi združevala veliko ognjeno moč z veliko natančnostjo. Nastala je puška, po kateri se še danes meri kvaliteta tovrstnega orožja, PSG-1.
Puška je zasnovana okoli prosto vpete, hladno kovane cevi, ki je na ogrodje pritrjena le v zaklepišču, ki je izdelano iz visoko kvalitetnega jekla. Iz 5 ali 20 strelnega okvirja v ležišče naboja vstavlja močni naboj 7,62x51 NATO oz. .308 Winchester, ki zagotavlja veliko natančnost do razdalje 1000 metrov (tovarniško zagotovljena natančnost 50 strelov na 300 metrov je premer kroga 80 mm). Pištolski ročaj zagotavlja strelcu zanesljiv oprijem brez dotikanja po vseh smereh nastavljivega nepreklopnega kopita, izdelanega iz visoko obstojnih polimerov. Za natančnost dodatno poskrbi še strelni daljnogled Hendsoldt 6 x 42 mm, ki je standardno nameščen na vse PSG-1, po potrebi pa ga lahko uporabnik brez težav zamenja. Orožje nima klasičnih odprtih merkov. Pomanjkljivost orožja je, da na ogrodju ni nameščenih nožic za podporo, cev pa tudi nima nameščenega razbijalca plamena, kar bi omililo odsun močnega naboja in prikrilo strelčev položaj.
Princip delovanja je odpiranje s pomočjo povratnega pritiska, ki povzroči odmik dveh stranskih valjčkov iz utorov na zaklepišču, kar omogoči povratni premik zaklepa in izvlačenje praznega tulca. Vzmet potisne zaklep nazaj na mesto in poskrbi za ponovno polnjenje orožja z nabojem iz nabojnika. Tulec ob izmetu odleti daleč na desno, kar je sicer za prikrito rabo pomanjkljivost, saj otežuje zabris sledi.